# As-Saura (dystrykt)
As-Saura – jedna z 3 jednostek administracyjnych drugiego rzędu (dystrykt) muhafazy Ar-Rakka w Syrii.
W 2004 roku dystrykt zamieszkiwało 159 840 osób.